# Köf II
Köf II – niemiecka lokomotywa spalinowa produkowana w latach 1932-1968 dla kolei niemieckich. Wyprodukowano ponad 1000 lokomotyw. Spalinowozy produkowano do prowadzenia pociągów towarowych na niezelektryfikowanych liniach kolejowych. Były malowane na charakterystyczny kolor bordowy. Lokomotywy były eksploatowane do manewrowania wagonów towarowych. Niektóre lokomotywy były eksploatowane przez zakłady przemysłowe. Jedna lokomotywa jest zachowana jako czynny eksponat zabytkowy.